# Subaru Corporation
Fuji Heavy Industries, Ltd. - FHI (japonsko: 富士重工業株式会社 - Fuji Jūkōgyō Kabušiki kaiša) je japonsko težkoindustrijsko podjetje. FHI ima korenine v proizvajalcu letal Nakajima. Skupina FHI je bila ustanovljena 15. julija 1953, ko so se združili Fuji Kogyo, Fuji Jidosha Kogyo, Omiya Fuji Kogyo, Utsunomiya Sharyo in Tokyo Fuji Sangyo
Subaru je divizija od FHI, ki se ukvarja s proizvodnjo avtomobilov.

## Avtobusi
- R13
  - 13
  - 3A/3B/3D/3E
  - R1/R2
- R14
  - 14
  - 4B/4E
- R15
  - 5B/5E
  - R1/R2/R3
  - HD1/HD2/HD3
  - Dvonadstropni
- R16
  - 6B/6E
  - H1
- R17
  - 7B/7E
  - 7HD
  - 7S
- R18
  - 8B/8E
- R21
  - 1M/1S

## Zrakoplovi
- Fuji FA-200 Aero Subaru (1965) - lahko letlo
- Fuji/Rockwell Commander 700 (1975) - lahko transportno letalo
- Fuji KM-2 (1962) - lahko šolsko vojaško letalo
- Fuji LM-1 Nikko (1955) - lahko komunikacijsko vojaško letalo
- Fuji T-1 (1958) - reaktivno šolsko vojaško letalo
- Fuji T-3/KM-2 (1974) -  šolsko vojaško letalo
- Fuji T-5/KM-2 Kai (1984) -  šolsko vojaško letalo
- Fuji [Bell] UH-1H/UH-1J (1970s/1980s) - helikopter
- Fuji T-7/T3 Kai (1998) -  šolsko vojaško letalo
- TACOM Air-Launched Multi-Role Stealth UAV - brezpilotno letalo [1]
- Fuji (Boeing) AH-64 ApacheDJP (2001)
- Fuji UH-X - helikoter [2]

FHI proizvaja komponente za potniška letala Boeing.